# Ozymandias
«Ozymandias» és un sonet del poeta romàntic anglès Percy Bysshe Shelley (1792–1822). Publicat per primera vegada a l'exemplar de The Examiner de l'11 de gener de 1818 a Londres, fou posteriorment incorporat a la col·lecció de l'autor Rosalind and Helen, A Modern Eclogue; with Other Poems (1819) i en una compilació pòstuma dels seus poemes (1826). El poema explora el destí de la història i els estralls del temps: totes les figures prominents i els seus imperis són efímers i els seus llegats estan predestinats a l'oblit.
Shelley començà a escriure el poema el 1817, poc després de l'anunciament de l'adquisició del Museu Britànic d'un gran fragment d'una estàtua del faraó egipci Ramsès II, en l'antiguitat anomenat «Osimàndias» pels grecs. Shelley escrigué el poema en una competició amistosa amb el seu amic i company de poesia Horace Smith (1779–1849), qui escrigué un poema de la mateixa temàtica i amb el mateix títol. El sonet és una de les obres més conegudes de Shelley i sovint apareix a les antologies.
L'avantpenúltim episodi del drama nord-americà Breaking Bad, «Ozymandias», es titula en honor d'aquest poema.

## Traducció
Traduït al català, el poema diria el següent:
Una volta, un rodamon d'un vetust país
em digué: "Dues cames de pedra enormes
es drecen vers el desert, arran, a prop d'un pendís,
sense la corpenta, una faç gastada en les formes
amb semblant de líder i burleta somrís,
encert d'escultor a fer la passió mateixa
per a fer-la perviure tallada en roca incerta,
d'aquell que se'n burlà i d'aquell que la féu créixer;
al seu pedestal, ben clar llegir-hi podreu:
"Jo soc Osimàndias, rei de reis, cosa certa:
admireu mes proeses. Poderosos, friseu!"
Res no resta al seu voltant tret de l'oblidat retruny
d'una colossal desferra pertot arreu
i tota l'arena que s'esventa lluny.